# Distretto di Coasa
Il distretto di Coasa è un distretto del Perù, facente parte della provincia di Carabaya, nella regione di Puno.